# Околенець
Околенець (пол. Okoleniec) — село в Польщі, у гміні Клодава Кольського повіту Великопольського воєводства.
Населення — 164 особи (2011).
У 1975-1998 роках село належало до Конінського воєводства.

## Демографія
Демографічна структура станом на 31 березня 2011 року:
|          | Загалом | Допрацездатний вік | Працездатний вік | Постпрацездатний вік |
| -------- | ------- | ------------------ | ---------------- | -------------------- |
| Чоловіки | 80      | 24                 | 50               | 6                    |
| Жінки    | 84      | 20                 | 46               | 18                   |
| Разом    | 164     | 44                 | 96               | 24                   |